# Herminia jacchusalis
Herminia jacchusalis là một loài bướm đêm trong họ Noctuidae.